# N39 (Niger)
Die N39 oder RN39 ist eine hochrangige Straße vom Typ Nationalstraße (französisch route nationale) in der Region Tillabéri in Niger.

## Verlauf und Charakteristik
Die N39 ist insgesamt 143,9 Kilometer lang. Sie beginnt im Gemeindegebiet von Gothèye als Abzweigung von der N4. Sie führt zunächst durch die Dörfer Koulikoira, Kassani und Babagadey Koira. Dann passiert sie das Dorf Kakassoga, den Weiler Lonko und die Dörfer Kongné Koira und Kossoramé. Sie verläuft durch die Dörfer Lokia und Yalwani sowie am Ortsrand der Dörfer Hélé Koubo, Koma Gourma und Koganey. Es folgen die Durchquerung des Dorfs Tondi Daro, des Weilers Lassia und der Dörfer Tessa, Kokomani Mè, Wabon, Gari Gourma und Kogoungou.
Nachdem sie das Dorf Moulaye Koira passiert hat, erreicht die Nationalstraße den Gemeindehauptort Méhana. Dort zweigt rechts die Route 645 nach Bankilaré ab. Die N39 führt schließlich durch die Dörfer Namga und Zoribi sowie den Gemeindehauptort Kokorou, bevor sie im Dorf Fonéko Tédjo in die N5 mündet. Zwischen Gothèye und Méhana handelt es sich bei der N39 um eine einfache Landstraße und zwischen Méhana und Fonéko Tédjo um eine moderne Erdstraße.